# Шальтите, Лина
Лина Шальтите-Масилёне (лит. Lina Šaltytė-Masilionė; род. 9 февраля 1987, Вильнюс) — литовская гребчиха, выступавшая за сборную Литвы по академической гребле в 2005—2018 годах. Победительница Универсиады в Кванджу, участница летних Олимпийских игр в Рио-де-Жанейро.

## Биография
Лина Шальтите родилась 9 февраля 1987 года в Вильнюсе, Литовская ССР.
Заниматься академической греблей начала в 2003 году.
Впервые заявила о себе в гребле на международной арене в сезоне 2005 года, став шестой в одиночках на чемпионате мира среди юниоров в Бранденбурге.
В 2006 году в одиночках финишировала пятой на молодёжном мировом первенстве в Хазевинкеле.
Начиная с 2007 года выступала на взрослом уровне в основном составе литовской национальной сборной. В частности, в этом сезоне дебютировала в Кубке мира, приняла участие во взрослых чемпионате Европы в Познани и чемпионате мира в Мюнхене, где заняла 11 и 12 места в одиночках и четвёрках соответственно.
В 2008 году на европейском первенстве в Афинах была восьмой в двойках и шестой в четвёрках.
На чемпионате Европы 2009 года в Бресте показала восьмой результат в парных двойках, тогда как на чемпионате мира в Познани заняла в той же дисциплине 13 место.
В 2010 году в парных двойках стартовала на этапе Кубка мира в Мюнхене и на европейском первенстве в Монтемор-у-Велью.
В 2011 году в парных двойках участвовала в двух этапах Кубка мира, принимала участие в мировом первенстве в Бледе.
С 2012 года выступала преимущественно в одиночках, соревновалась в этой дисциплине на этапах Кубка мира.
В 2014 году отметилась выступлением на европейском первенстве в Белграде, став в зачёте одиночек седьмой, в то время как на мировом первенстве в Амстердаме закрыла десятку сильнейших.
В 2015 году на чемпионате Европы в Познани и на чемпионате мира в Эгбелете была в одиночках четвёртой и восьмой соответственно. Одержала победу на Универсиаде в Кванджу.
В 2016 году финишировала пятой на европейском первенстве в Бранденбурге, стала десятой на этапе Кубка мира в Люцерне. Благодаря череде удачных выступлений удостоилась права защищать честь страны на летних Олимпийских играх в Рио-де-Жанейро — в программе одиночек сумела квалифицироваться лишь в утешительный финал С и расположилась в итоговом протоколе соревнований на 14 строке.
После Олимпиады в Рио Шальтите ещё в течение некоторого времени оставалась в составе гребной команды Литвы и продолжала принимать участие в крупнейших международных регатах. Так, в 2018 году в одиночках она стала двенадцатой на этапе Кубка мира в Люцерне, седьмой на европейском первенстве в Глазго и десятой на мировом первенстве в Пловдиве.